# Antsidihymeer
Het Antsidihymeer is een kratermeer op Nosy Be, een eiland van Madagaskar. Het meer ligt vlak bij het grotere Amparihibemeer, gescheiden door een smalle landengte.
Het kratermeer omringt samen met andere meren de vulkaan Mont Passot. Op het meer rust een fady, er zou namelijk een Sakalavakoning in het meer verdronken zijn.